# Homoneura dynata
Homoneura dynata är en tvåvingeart som beskrevs av Kim 1994. Homoneura dynata ingår i släktet Homoneura och familjen lövflugor. Inga underarter finns listade i Catalogue of Life.